# Matthew Fallon
Matthew Fallon, född 3 oktober 2002, är en amerikansk simmare.

## Karriär
Vid de amerikanska OS-uttagningarna, i juni 2024, kvalificerade han sig till de olympiska sommarspelen 2024 på 200 meter bröstsim på tiden 2.06,54 som var ett nytt amerikanskt rekord.